# Karoline Eichhorn
Karoline Eichhorn (Stuttgart, 9 de novembro de 1965) é uma atriz alemã de teatro e televisão e dubladora.

## Biografia e carreira
Eichhorn estudou em uma Escola Waldorf, em Stuttgart, graduando-se em 1986, e depois estudou na Universidade Folkwang de Artes em Essen até 1989. De 1989 até 1995, fez trabalhos nos teatros Schaubühne e Schauspielhaus Bochum. De 2017 a 2020, Eichhorn fez parte do elenco principal da série de ficção científica Dark, da Netflix.
Ela tornou-se conhecida pelo público do cinema em 1995 nos filmes Drei Tage im April e Der Sandmann. No último, Eichhorn interpretou uma jornalista que, como parte de sua investigação, espiona um escritor. Eichhorn trabalha principalmente no teatro, em lugares como o Thalia, em Hamburgo, e o Burgtheater, em Viena. Apesar de ter como foco os palcos, ela faz participações frequentes em produções de televisão e cinema.
Eichhorn é casada com o escritor dinamarquês Arne Nielsen e vive com ele em Hamburgo. O casal tem uma filha, Jule. Em 2012, ela foi membro do júri internacional do 61º Festival Internacional Mannheim-Heidelberg de Cinema.

## Filmografia
| Ano  | Título                    | Papel             | Notas        |
| ---- | ------------------------- | ----------------- | ------------ |
| 1995 | Drei Tage im April        | Anna Baisch       |              |
| 1995 | Der Sandmann              | Ina Littmann      |              |
| 1998 | Gegen Ende der Nacht      | Karin Katte       |              |
| 1998 | Abgehauen                 | Ottilie Krug      | Documentário |
| 1999 | After the Truth           | Rebekka Rohm      |              |
| 2002 | A Map of the Heart        | Katrin Engelhardt |              |
| 2007 | Du bist nicht allein      | Silvia Wellinek   |              |
| 2010 | In the Shadows            | Dora Hillmann     |              |
| 2010 | The Silence               | Ruth Weghamm      |              |
| 2012 | Die Kirche bleibt im Dorf | Christine Häberle |              |

| Ano       | Título                                     | Papel             | Notas        |
| --------- | ------------------------------------------ | ----------------- | ------------ |
| 1988      | Oh Gott, Herr Pfarrer                      |                   | 1 episódio   |
| 1997      | Balko                                      |                   | 1 episódio   |
| 1998      | Anwalt Abel - "Todesurteil für eine Dirne" |                   | 1 episódio   |
| 1998      | Die Neue - Eine Frau mit Kaliber           |                   | 1 episódio   |
| 2000      | Rosa Roth - "Tod eines Bullen"             | Jenny Palenta     | 1 episódio   |
| 2004      | Der letzte Zeuge                           |                   | 1 episódio   |
| 2004      | Bloco de Bella - "Die Freiheit der Wölfe"  | Anette Hansen     | 1 episódio   |
| 2005-2006 | Vier gegen Z                               | Julia Lehnhoff    | 27 episódios |
| 2007      | Doppelter Einsatz                          |                   | 1 episódio   |
| 2008      | Der Kriminalist                            |                   | 1 episódio   |
| 2009      | Stolberg                                   |                   | 1 episódio   |
| 2009      | Der kleine Mann                            | Lydia             | 8 episódios  |
| 2009      | Der Dicke                                  |                   | 1 episódio   |
| 2011      | Stubbe - Von Fall a Fall                   |                   | 1 episódio   |
| 2011      | Stuttgart Homicide                         |                   | 1 episódio   |
| 2011      | Ein Fall für zwei                          |                   | 1 episódio   |
| 2012      | Flemming                                   |                   | 1 episódio   |
| 2012      | SOKO München                               |                   | 1 episódio   |
| 2013      | Bella Block - "Angeklagt"                  | Jana Larson       | 1 episódio   |
| 2017-2020 | Dark                                       | Charlotte Doppler |              |

## Prêmios
- Silberner Löwe - Melhor Atriz Estreante por Der Sandmann (1996)
- Prêmio Bávaro de TV por Gegen Ende der Nacht (1998)
- Adolf-Grimme-Preis por Gegen Ende der Nacht (junto com Oliver Storz, Stefan Kurt e Bruno Ganz - 1999)
- Prêmio Bávaro de Cinema - melhor atriz por A Map of the Heart (2001)